# Fatima bint Amr
Fāṭima bint ʿAmr, (in arabo فاطمة بنت عمرو‎?) (La Mecca, ... – La Mecca, 576), è stata la nonna paterna del profeta islamico Maometto e una delle mogli di Abd al-Muttalib ibn Hashim. Apparteneva al clan coreiscita dei Banu Makhzum di Mecca, come le altre con-mogli del nonno di Maometto..
Il suo nome completo era Fāṭima bint ʿAmr ibn ʿĀʾidh ibn ʿImran ibn Makhzūm. Sua madre era Sahra bint ʿAbd, anch'ella del clan dei Makhzūm; mentre la madre di Sahra si chiamava Tahmur bint ʿAbd ibn Quṣayy ibn Kilāb.

## Figli maschi
Ebbe quattro figli maschi:
- ʿAbd al-Kaʿba
- ʿAbd Manāf (Abū Ṭālib b. ʿAbd al-Muṭṭalib): sposato con Fāṭima bint Asad ibn ʿAmr (Hāshim) e padre di Ṭālib (da cui la sua kunya), di Jaʿfar, ʿAlī, ʿAqīl, Hamna e Fākhita/Hind (Umm Hāni).
- ʿAbd Allāh b. ʿAbd al-Muṭṭalib - sposato con Āmina bint Wahb e padre di Maometto.
- al-Zubayr ibn Abd al-Muttalib

e cinque figlie femmine:
- Barra bint Abd al-Muttalib - sposata con Abū l-Asad ibn Hilāl dei Banu Makhzūm e madre di ʿAbd Allāh (Abū Salama), Sufyān e Aswad. Il suo secondo marito fu Abū Ruhm ibn ʿAbd al-ʿUzzā degli ʿĀmir ibn Luḥayy, clan dei Quraysh. Il loro figlio fu Abū Ṣabra.
- Arwā - Sposata dapprima con ʿUmayr ibn Wahb o ʿUmayr ibn ʿAbd al-ʿU zzā ibn Quṣayy, da cui ebbe un figlio, Ṭulayb. Il secondo marito fu Arta ibn Sharaḥbīl ibn Hāshim, da cui ebbe una figlia, Fāṭima.
- Umayma o Umāma - Sposata con Jaḥsh ibn Riʿāb dei Banu Asad, e madre di ʿAbd Allāh, ʿUbayd Allāh, ʿAbd (Abū Aḥmad), Ḥamna o Ḥammāna, Zaynab (Barra, Umm Ḥakīm), Ḥabība (Umm Ḥabīb).
- ʿĀtika - Sposata con Abū Umayya ibn al-Mughīra ibn ʿAbd Allāh ibn ʿUmar ibn Makhzūm ibn Yaqaẓa Banu Makhzum, madre di ʿAbd Allāh, Zuhayr e Qurayba e matrigna di Hind (Umm Salama)
- Umm Ḥakīm (al-Bayḍā) - Sposata con Qurayz ibn Rabīʿa dei B. ʿAbd Shams e madre di ʿĀmir, Arwā (madre del futuro Califfo ʿUthmān), di Ṭalḥa e di Umm Ṭalḥa.